# Regionalismo crítico

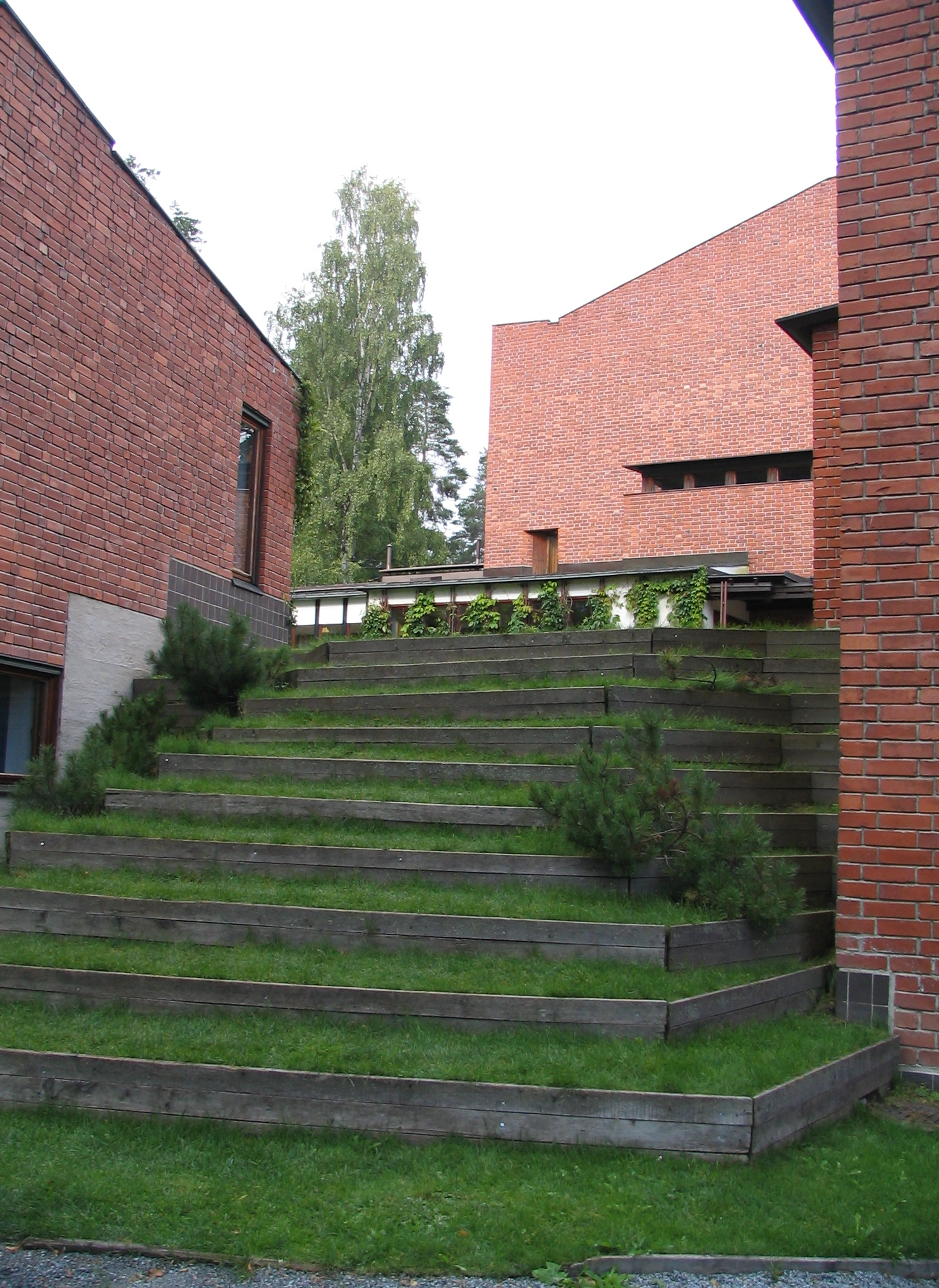
Prefeitura e biblioteca de Säynätsalo, Jyvaskyla, Finlândia

Regionalismo crítico é uma abordagem arquitetural que tenta remediar a indiferença em relação ao lugar onde está situado o objeto arquitetural moderno. Através da utilização das forças do contexto, visa enriquecer a significação da arquitetura. O termo foi introduzido por Alexander Tzonis e Liane Lefaivre e posteriormente pelo célebre crítico e historiador da arquitetura Kenneth Frampton.
É um termo que não tenta identificar o vernáculo moderno, mas sim identificar ‘escolas’ regionais recentes e cujo objetivo principal tem sido refletir os limitados elementos construtivos nos quais se basearam e serviram. 
É uma manifestação local que tenta assimilar e reinterpretar o recente processo iniciado pelo movimento moderno e ainda assim considerar a independência cultural, econômica e política local. Sinteticamente, uma antítese entre cultura de raiz e civilização universal. 
Estas características eram pontuais e geralmente surgiam em locais onde o Estilo Internacional não conseguiu se implantar definitivamente.  Em Copenhaga, o arquiteto dinamarquês Jørn Utzon ergueu a Igreja Bagsvaerd em 1976, na qual usa elementos pré-fabricados de concreto – de valor universal – combinados de modo particularmente articulado, com abóbadas de concreto armado moldado in situ – com valor um tanto regional, a levar o fato de ser uma abóbada o elemento que simbolicamente representa a luz.
Exemplo de Regionalismo foi o movimento nacionalista catalão Grupo R, fundado em Barcelona, no ano de 1952, que por um lado se via obrigado a reviver os valores e procedimentos racionalistas e antifascistas do GATEPAC (Grupo de Artistas y Técnicos Españoles para la Arquitectura Contemporánea); e por outro, estava consciente da responsabilidade política de evocar um regionalismo realista, acessível à população em geral. Em primeiro lugar estava a tradição da alvenaria catalã; depois estava a influência de Richard Neutra e do Neoplasticismo, seguido da influência neo-realista do italiano Ignazio Gardella. 
Outro fator importante consiste na atenção dada para os materiais locais, o artesanato e as sutilezas da luz local. Em Nova York a obra do austríaco Raimund Abraham se molda nestes preceitos, uma vez que enfatiza, além dos aspectos citados, a topografia como ela se apresenta.
Gino Valle representou uma outra maneira de ser regionalista – aquela em que o arquiteto centraliza sua arquitetura em apenas uma cidade, geralmente sua cidade natal. Valle foi um grande arquiteto, mas sua obra se restringiu à cidade de Udine. Na Europa esta preocupação aconteceu principalmente pela devastação gerada pela Segunda Guerra Mundial, estes arquitetos queriam contribuir com o ressurgimento de sua cultura, e reconstruíam as cidades. 
O Regionalismo Crítico é portanto uma prática marginal que, ao mesmo tempo que se recusa a abandonar aspectos progressistas, repreende a arquitetura desumana que privilegia a estética e a cultura dominante tão modernizada. Mas não o faz de maneira utópica. E em um ambiente onde o arquiteto tenta ser maior que sua obra, os regionalistas davam ênfase maior ao território onde a obra estava inserida. Contra a tendência da ‘civilização universal’ que privilegia o ar-condicionado, fazem da luz, do terreno, das condições climáticas, as bases que sustentariam o projeto. Fazem do aspecto visual uma característica secundária, na medida em que enfatizam o táctil, as diferentes temperaturas em ambientes distintos, assim com o aroma, os sons, a ventilação e até mesmo o acabamento dos pisos e paredes que são convites ao tato. Isto provoca involuntariamente mudanças sensoriais, de postura, psicológicas, etc. Tentam rigorosamente se apropriar de referências externas, tanto formais quanto tecnológicas, mas sem deixar de lado o que é local.
O Regionalismo Crítico é considerado como uma das formas do pós-modernismo, em arquitetura.